# Peter Josef Ignaz von Hontheim
Peter Josef Ignaz von Hontheim (* 27. Januar 1739 in Koblenz; † 17. September 1807) war ein deutscher Generalvikar.
Johann Peter Josef Ignatius Hontheim, der Neffe des Trierer Weihbischofs Johann Nikolaus von Hontheim war erst Dechant des Trierer Simeonsstiftes, kurtrierischer Geheimrat und seit 1793 Offizial. 1802 bittet ihn der damalige Bischof von Trier Charles Mannay um Unterstützung für die Verwaltung der Diözese. 1803 wird Hontheim erster Generalvikar des Bistums Trier.